# Глинська Олена Василівна
Олена Василівна Глинська (*1508 — †4 (13 квітня) 1538) — велика московська княгиня, друга дружина великого московського князя Василія III Івановича. Спадкоємиця знатних родів русинів-українців і хрещених татар-ординців регіону.

## Життєпис
Дочка литовського князя Василя Львовича Глинського з русько-татарського роду Глинських та його дружини Анни Якшич. Є версія, що при народженні вона мала інше ім'я, а Оленою стала, коли пішла заміж за московського князя при хрещенні.

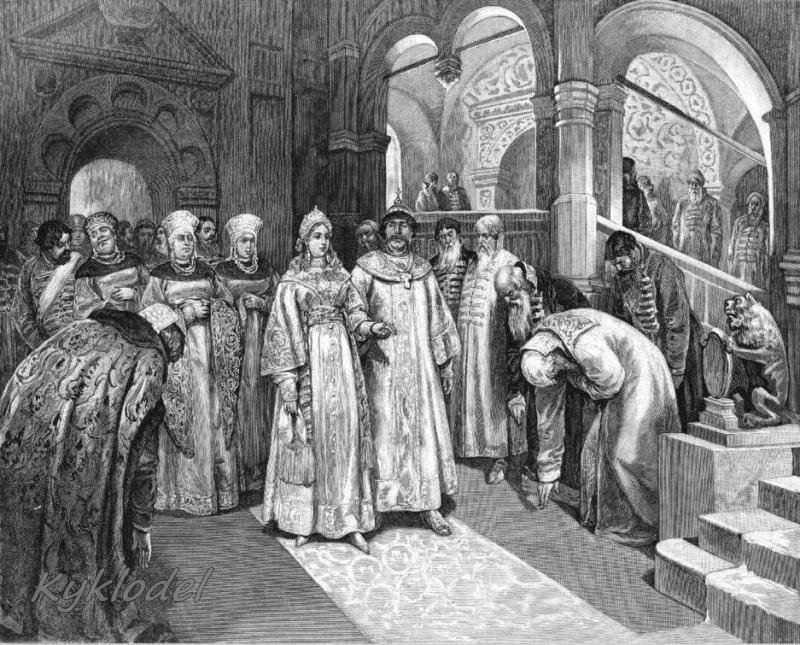
Василь III та Олена Глинська, картина невідомого автора

По чоловічій лінії Олена — онука Мансура Кията, старшого сина золотоординського темника (намісника) Мамая та дочки 12-го хана Золотої Орди Більзебека. На початку 15 століття в знак добрих стосунків з Мамаєм, литовський князь Вітовт подарував своїм співдружникам землю на території сучасної України біля містечка Глинськ. У 15 столітті після цього князів Мамаєвих починають іменувати князями Глинськими. Саме у Глинську була їхня резиденція.
Московські історики 18 сторіччя приписали Олені литовське походження, посилаючись на те, що князівство її діда Мансура на автономних умовах входило до Великого Князівства Литовського.
Олена вийшла заміж за Василя III в 1526 році. Після смерті чоловіка стала регенткою при малолітньому спадкоємцеві Івані IV. Глинська нещадно боролася з князями і боярами, що виступали проти центральної влади. За її правління була проведена грошова реформа, що упорядкувала монетний обіг у Московії, будували нові міста, були стабілізовані відносини з Польщею і Швецією. За Глинської московський посад було обнесено цегляною стіною. Він отримав назву Китай-город. Припускають, що Глинську отруїли.